# Jack Clayton
Jack Clayton (East Sussex, 1º marzo 1921 – Berkshire, 26 febbraio 1995) è stato un regista inglese.
È stato sposato con l'attrice israeliana Haya Harareet.

## Filmografia

### Regista
- La strada dei quartieri alti (Room at the Top) (1959)
- Suspense (The Innocents) (1961)
- Frenesia del piacere (The Pumpkin Eater) (1964)
- Tutte le sere alle nove (Our Mother's House) (1967)
- Il grande Gatsby (The Great Gatsby) (1974)
- Qualcosa di sinistro sta per accadere (Something Wicked This Way Comes) (1983)
- La segreta passione di Judith Hearne (The Lonely Passion of Judith Hearne) (1987)

### Aiuto regista
- Ali che non tornano (Q Planes), regia di Tim Whelan (1939)